# Lutje Ham

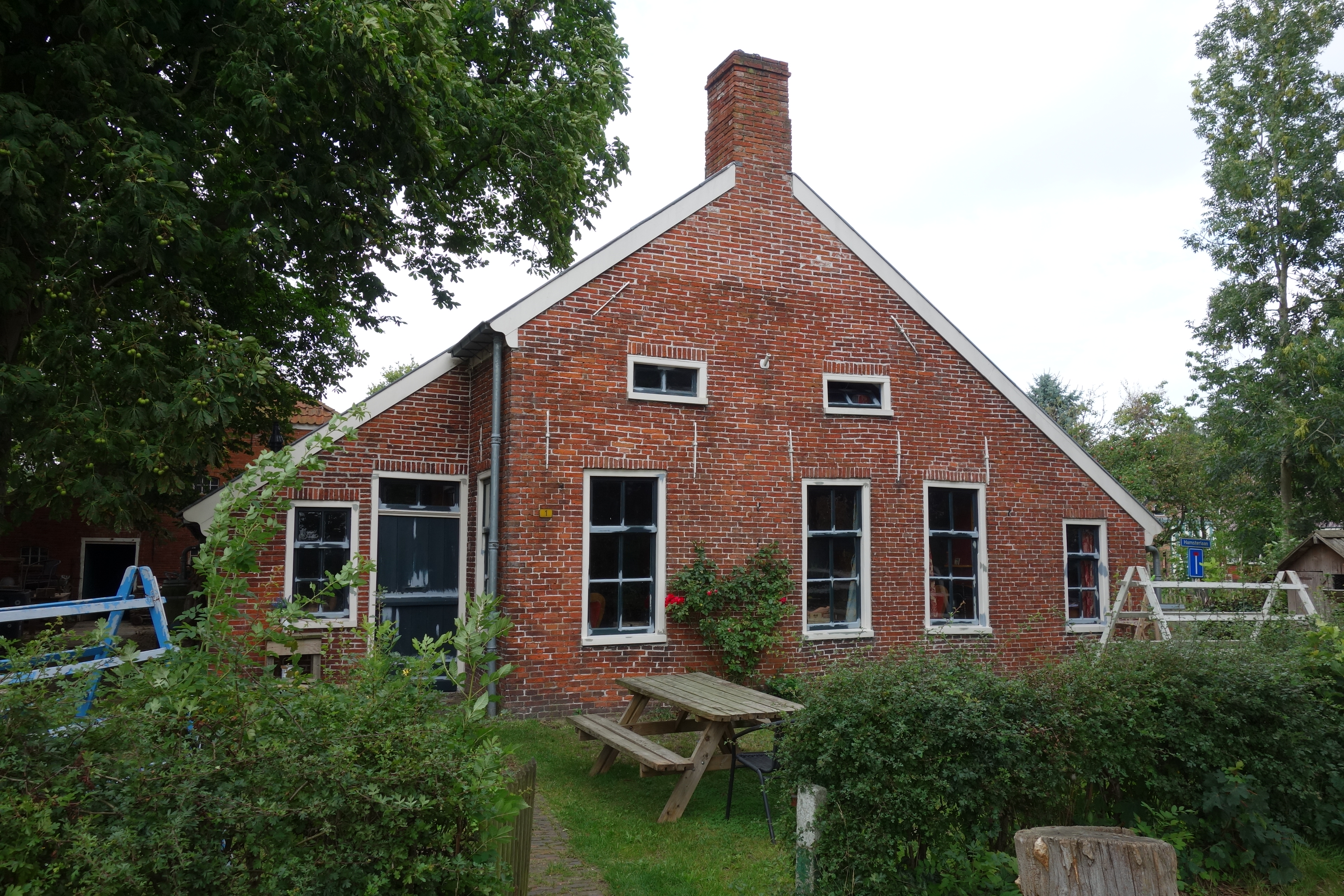
Wymeersterweg 1, Lutje Ham

Lutje Ham is een buurtschap in de Nederlandse gemeente Westerwolde, provincie Groningen. De buurtschap is onderdeel van het dorp Bellingwolde en ligt rond de Wymeersterweg. Aan de oostzijde wordt de buurtschap begrensd door het B.L. Tijdenskanaal. In Lutje Ham zijn vier rijksmonumenten aanwezig.

## Etymologie
De naam van de buurtschap bestaat uit twee delen: het woord lutje betekent 'klein', het woord ham verwijst mogelijk naar het naastgelegen gehucht Den Ham.

## Geschiedenis
Naast een vuurstenen dolk uit 1600 v.Chr. en enkele urnenvelden, zijn er bij Lutje Ham kogels gevonden uit het Rampjaar 1672, toen de stad Groningen werd belegerd door bisschop Christoph Bernhard von Galen. In 1795 was Lutje Ham het strijdtoneel van Engelse en Franse troepen.
In 1896 werd een melkfabriek geopend aan de Wymeersterweg. In 1934 werd dit fabriekje vanwege de economische crisis weer gesloten.
Tot 1968 viel Lutje Ham onder de gemeente Bellingwolde. Van 1968 tot 2018 was de buurtschap onderdeel van de gemeente Bellingwedde, om in 2018 bij Westerwolde te worden gevoegd.
Dorpen: Barnflair · Bellingwolde · Blijham · Bourtange · Jipsingboertange · Oudeschans · Over de Dijk · Sellingen · Ter Apel · Ter Apelkanaal · Veelerveen · Vlagtwedde · Vriescheloo · Wedde · Wedderheide · Zandberg (deels)

Buurtschappen: Agodorp · Borgertange · Borgerveld · Bovenstreek · De Bouwte · De Bruil · De Bult · Den Ham · De Heemen · De Lethe · De Maten · De Oerde · De Straat (Engelkes) · Draaijerij · Ellersinghuizen · Hanetange · Harpel · Hoorn · Hoornderveen · Jipsingboermussel · Jipsinghuizen · Kielhuppen · Klein-Ulsda · Klontjebuurt · Koudehoek · Lammerweg · Laude · Lauderbeetse · Lauderzwarteveen · Laudermarke · Leemdobben · Lieskemeer · Loosterheide · Lutje Ham · Lutjeloo · Morige · Munnekemoer · Nienoordstreekje · Oosteinde · Overdiep · Pallert · Plaggenborg · Poldert · Renneborg · Rhederbrug · Rhederveld · Rijsdam · Roelage · 't Schot · Sellingerbeetse · Sellingerzwarteveen · Slegge · Stakenborg · Stobben · Ter Borg · Ter Haar · Ter Walslage · Ter Wisch · Tjabbesstreek · Veele · Veendijk · Veerste Veldhuis · Verbindingsweg · Vlagtwedder-Veldhuis · Vogelzang · Voorwold · Wedderbergen · Wedderveer · Weende · Weite · Wessingtange · Westeind · De Westert · Winschoterhogebrug (deels) · Winschoterzijl (deels) · Wollingboermarke · Wollinghuizen · Zuidveld · Zandstroom

Groningen: Steden en dorpen      Nederland: Provincies · Gemeenten